# کاتاژینا گرابوفسکا
کاتاژینا گرابوفسکا (لهستانی: Katarzyna Grabowska؛ زادهٔ ۸ مارس ۱۹۹۱) بازیگر اهل لهستان است.
از فیلم‌ها یا مجموعه‌های تلویزیونی که وی در آن‌ها نقش داشته است، می‌توان به پیت‌بول، کمیسر آلکس، در خوشی و سختی، ع چون عشق، تشخیص و عشق اول اشاره نمود.